# Billboard Comprehensive Albums
Le Billboard Comprehensive Albums est un classement hebdomadaire d'albums fourni par le magazine Billboard qui classe les albums les plus vendus aux États-Unis, indifféremment de l'âge de l'album et de la méthode de vente.
Le Billboard Comprehensive Albums inclut tous les albums, vieux ou récents, vendus partout, pour lesquelles les données des ventes sont disponibles. Généralement, le Billboard Comprehensive Albums est approximativement identique au Billboard 200, à l'exception d'une vingtaine ou trentaine d'albums qui sont encore assez bien vendus pour prétendre entrer dans le Top 200 des ventes dans les prochaines semaines.
Les albums qui ont plus de 18 mois d'ancienneté (à partir de la date de parution) et qui ont chuté en dessous de la 100e place du classement The Billboard 200 sont retirés de ce classement et placé dans le classement Top Pop Catalog Albums
Jusqu'en novembre 2007, les albums vendus dans un cadre de vente spécifique (comme iTunes, Starbucks, or Wal-Mart) n'étaient pas éligible au Billboard 200 à cause d'un ancien règlement. Ce règlement fut changé après le très grand succès de l'album Long Road Out of Eden de The Eagles la première semaine de sa sortie, vendu exclusivement par Wal-Mart et sur le site Internet des Eagles. La modification apportée prit effet le 17 novembre 2007.

Le classement Billboard Comprehensive Albums n'est pas publié dans la version papier du magazine Billboard. À la place, il est consultable via un abonnement payant sur le site Internet de Billboard.